# Péter Gulácsi
Dans le nom hongrois Gulácsi Péter, le nom de famille précède le prénom, mais cet article utilise l’ordre habituel en français Péter Gulácsi, où le prénom précède le nom.
Péter Gulácsi, né le 6 mai 1990 à Budapest en Hongrie, est un gardien de but international hongrois évoluant au RB Leipzig.

## Biographie

### Carrière en club
En 2007, il passe du MTK Budapest à la réserve du Liverpool FC sous la forme d'un prêt d'une année. Le 1er septembre 2008, il signe son premier contrat au Liverpool FC au poste de gardien de but et devient le troisième joueur du MTK à signer dans le club de la Mersey après András Simon et Krisztián Németh. Il y est au mieux remplaçant. En janvier 2009, il est prêté au Hereford United, qui évolue à cette époque en EFL League One (troisième division anglaise). Il joue 18 matchs jusqu'à la fin de son prêt.
Le 16 avril 2010, il est à nouveau prêté, toujours en EFL League One, mais cette fois-ci au club de Tranmere Rovers pour une durée initiale de 7 jours qui sera finalement allongée jusqu'à 3 semaines. Il y joue 5 matchs avant de revenir donc au Liverpool FC. Puis, il est à nouveau prêté à Tranmere Rovers le 17 septembre 2010 où il va disputer cette fois-ci 14 matchs : 12 matchs de championnat et 2 matchs de play-offs de EFL League One. Et ce jusqu'au 24 novembre 2010, date de la fin de son prêt.
Après ces trois prêts, il est prêté une quatrième fois à Hull City, en EFL Championship (deuxième division anglaise), il joue 15 matchs lors de la saison 2011-2012 jusqu'à la fin de son prêt.
En 2013, à la fin de son contrat avec le Liverpool FC (où il n'a joué au total aucun match en 5 saisons), il signe au Red Bull Salzbourg, évoluant en 1. Bundesliga (première division autrichienne), pour une place de titulaire cette fois-ci. Cette saison-là (2013-2014), il joue au total 50 matchs, dont 31 matchs de championnat, 5 matchs de coupe d’Autriche et 14 matchs de compétitions européennes (2 matchs de Ligue des champions et 12 matchs de Ligue Europa). Il remporte lors de cette saison avec son club le doublé : la coupe d’Autriche et le championnat d’Autriche. 
Lors de la saison suivante (saison 2014-2015), il joue à nouveau 50 matchs, dont 34 matchs de championnat, 5 matchs de coupe et 11 matchs de compétitions européennes (4 matches de Ligue des champions et 7 matches de Ligue Europa). Lors de cette saison, il remporte à nouveau le doublé coupe-championnat.
En 2015, il rejoint le RB Leipzig, autre club européen de la branche Red Bull évoluant en 2.Bundesliga (deuxième division allemande) et ayant de plus grands moyens financiers. Il joue cette saison-là 15 matches au total : 14 matchs de championnat et 1 match de coupe. Il est lors de cette première saison allemande (en 2015-2016) vice-champion de 2. Bundesliga et accède alors à l'élite : la Bundesliga. La saison suivante (2016-2017), il joue nettement plus : 34 matchs au total (33 matchs de championnat et 1 match de coupe). La saison est plus ou moins surprenante dans la mesure où le club concrétise ses fortes ambitions en étant vice-champion de Bundesliga derrière l'hégémonique Bayern Munich, alors qu'il évoluait à l'échelon inférieur lors de la précédente saison.
La saison suivante (2017-2018), Péter participe ainsi à la Ligue des champions après la deuxième place historique de son club la saison passée. Lors de cette saison, il joue au total 47 matchs : 33 matchs de championnat, 2 matchs de coupe et 12 matchs de compétitions européennes (6 matchs de Ligue des champions et 6 matchs de Ligue Europa).
La saison 2018-2019, il participe cette fois-ci à la Ligue Europa car son équipe s’est qualifié pour cette compétition la saison précédente. Lors de cette saison, il joue 39 matchs au total : 33 matchs de championnat, 5 matchs de coupe et 1 match de Ligue Europa.
La saison 2019-2020, il participe à nouveau à la Ligue des champions après la troisième place de son club en Bundesliga. Il joue au total 24 matchs : 18 matchs de championnat et 6 matchs de Ligue des champions, une compétition dans laquelle le club allemand atteint la demi-finale du Final 8 à la surprise générale, battu seulement par le Paris SG (0-3).
La saison suivante, le 4 novembre 2020, dans le cadre du groupe H de Ligue des champions, il s'illustre contre le Paris SG lors d'une victoire de son équipe à domicile face au vice-champion d'Europe (2-1) : il réalise une parade déterminante sur un penalty d'Ángel Di María au quart d'heure de jeu, contribuant ainsi à la revanche de la demi-finale perdue par les siens contre les Parisiens lors du Final 8 lors du mois d'août précédent. Mais contrairement à la saison précédente, le club allemand s'incline en 1/8 de finales contre Liverpool (deux fois 0-2).
Le 21 mai 2022, il remporte son premier trophée avec le RB Leipzig avec une victoire en Coupe d'Allemagne, acquise en finale aux tirs au but contre le SC Fribourg (score final : 1-1 et 4 tirs au but à 2). Aussi, le club allemand atteint cette saison-là et pour la deuxième fois de son histoire les 1/2 finales d'une Coupe d'Europe avec la Ligue Europa, battu de justesse par les Glasgow Rangers (1-0 et 1-3).

### Sélection
Péter Gulácsi participe à la Coupe du monde des moins de 20 ans en 2009 avec la sélection hongroise des moins de 20 ans. Il finit troisième de cette Coupe du monde avec sa sélection.
Pendant trois ans, de 2009 à 2012, il dispute 26 matchs avec l’équipe espoirs de la Hongrie.
En 2014, il est appelé pour la première fois avec la sélection A de Hongrie et depuis, le gardien hongrois a disputé 46 matchs. 
Remplaçant de Gábor Király à l'Euro 2016, première grande compétition disputée par la sélection magyare depuis la Coupe du monde 1986, il est titulaire lors de l'Euro 2020, disputé à l'été 2021, où sa sélection ne réédite pas l'exploit de 2016 (1/8 de finaliste) en étant éliminée au Premier Tour.
Le 12 novembre 2020, lors du match de barrage à domicile contre l'Islande, il commet une bourde sur un coup franc direct de Gylfi Sigurðsson, concédant une ouverture du score précoce à la (11e minute), une erreur restée sans conséquences, puisque la Hongrie remportera le match sur le score de 2-1, synonyme de participation à l'Euro.
En mai 2024, il est sélectionné par Marco Rossi pour participer à l'Euro 2024 avec la Hongrie.

## Statistiques
| Saison                | Club                   | Championnat           | Championnat | Championnat | Coupe nationale | Coupe nationale | Coupe de la Ligue | Coupe de la Ligue | Supercoupe | Supercoupe | Compétition(s) continentale(s) | Compétition(s) continentale(s) | Compétition(s) continentale(s) | Play-offs | Play-offs | Total | Total |
| Saison                | Club                   | Division              | M.          | B.          | M.              | B.              | M.                | B.                | M.         | B.         | Comp.                          | M.                             | B.                             | M.        | B.        | M.    | B.    |
| 2008-2009             | Hereford United (prêt) | League One            | 18          | 0           | -               | -               | -                 | -                 | -          | -          | -                              | -                              | -                              | -         | -         | 18    | 0     |
| 2009-2010             | Tranmere Rovers (prêt) | League One            | 5           | 0           | -               | -               | -                 | -                 | -          | -          | -                              | -                              | -                              | -         | -         | 5     | 0     |
| 2010-2011             | Tranmere Rovers (prêt) | League One            | 12          | 0           | -               | -               | -                 | -                 | -          | -          | -                              | -                              | -                              | 2         | 0         | 14    | 0     |
| Sous-total            | Sous-total             | Sous-total            | 17          | 0           | -               | -               | -                 | -                 | -          | -          | -                              | -                              | -                              | 2         | 0         | 19    | 0     |
| 2011-2012             | Hull City (prêt)       | Championship          | 15          | 0           | -               | -               | -                 | -                 | -          | -          | -                              | -                              | -                              | -         | -         | 15    | 0     |
| 2013-2014             | Red Bull Salzbourg     | Bundesliga            | 31          | 0           | 5               | 0               | -                 | -                 | -          | -          | C1+C3                          | 2+12                           | 0+0                            | -         | -         | 50    | 0     |
| 2014-2015             | Red Bull Salzbourg     | Bundesliga            | 34          | 0           | 5               | 0               | -                 | -                 | -          | -          | C1+C3                          | 4+7                            | 0+0                            | -         | -         | 50    | 0     |
| Sous-total            | Sous-total             | Sous-total            | 65          | 0           | 10              | 0               | -                 | -                 | -          | -          | -                              | 25                             | 0                              | -         | -         | 100   | 0     |
| 2015-2016             | RB Leipzig             | 2. Bundesliga         | 14          | 0           | 1               | 0               | -                 | -                 | -          | -          | -                              | -                              | -                              | -         | -         | 15    | 0     |
| 2016-2017             | RB Leipzig             | 1. Bundesliga         | 33          | 0           | 1               | 0               | -                 | -                 | -          | -          | -                              | -                              | -                              | -         | -         | 34    | 0     |
| 2017-2018             | RB Leipzig             | 1. Bundesliga         | 33          | 0           | 2               | 0               | -                 | -                 | -          | -          | C1+C3                          | 6+6                            | 0+0                            | -         | -         | 47    | 0     |
| 2018-2019             | RB Leipzig             | 1. Bundesliga         | 33          | 0           | 6               | 0               | -                 | -                 | -          | -          | C3                             | 1                              | 0                              | -         | -         | 40    | 0     |
| 2019-2020             | RB Leipzig             | 1. Bundesliga         | 32          | 0           | -               | -               | -                 | -                 | -          | -          | C1                             | 10                             | 0                              | -         | -         | 42    | 0     |
| 2020-2021             | RB Leipzig             | 1. Bundesliga         | 33          | 0           | 6               | 0               | -                 | -                 | -          | -          | C1                             | 8                              | 0                              | -         | -         | 47    | 0     |
| 2021-2022             | RB Leipzig             | 1. Bundesliga         | 33          | 0           | 5               | 0               | -                 | -                 | -          | -          | C1+C3                          | 5+6                            | 0                              | -         | -         | 49    | 0     |
| 2022-2023             | RB Leipzig             | 1. Bundesliga         | 6           | 0           | -               | -               | -                 | -                 | 1          | 0          | C1                             | 3                              | 0                              | -         | -         | 10    | 0     |
| 2023-2024             | RB Leipzig             | 1. Bundesliga         | 13          | 0           | 2               | 0               | -                 | -                 | -          | -          | C1                             | 3                              | 0                              | -         | -         | 18    | 0     |
| 2024-2025             | RB Leipzig             | 1. Bundesliga         | 29          | 0           | 1               | 0               | -                 | -                 | -          | -          | C1                             | 5                              | 0                              | -         | -         | 35    | 0     |
| Sous-total            | Sous-total             | Sous-total            | 259         | 0           | 24              | 0               | -                 | -                 | 1          | 0          | -                              | 53                             | 0                              | -         | -         | 337   | 0     |
| Total sur la carrière | Total sur la carrière  | Total sur la carrière | 383         | 0           | 34              | 0               | -                 | -                 | 1          | 0          | -                              | 78                             | 0                              | 2         | 0         | 498   | 0     |

## Palmarès

### En club
| RB Salzburg (4)                                                                                  | RB Leizpig (1) |
| ------------------------------------------------------------------------------------------------ | --- |
| - Championnat d'Autriche - Champion : 2014 et 2015 - Coupe d'Autriche - Vainqueur : 2014 et 2015 | - Championnat d'Allemagne : - Vice-champion : 2017 et 2021 - Coupe d'Allemagne - Vainqueur : 2022 - Finaliste : 2019 et 2021 - Supercoupe d'Allemagne - Finaliste : 2022 - 2.Bundesliga - Vice-champion : 2016 |

### En équipe de Hongrie
- 46 sélections depuis 2014
- 3e de la Coupe du monde des moins de 20 ans en 2009 avec les moins de 20 ans
- Participation au Championnat d'Europe des Nations en 2016 (1/8 de finaliste) et en 2020 (premier tour)